# Roland the Headless Thompson Gunner
Roland the Headless Thompson Gunner ist ein Lied komponiert und getextet von Warren Zevon und David Lindell, das von Jackson Browne und Waddy Wachtel produziert und am 18. Januar 1978 von Asylum Records auf Zevons drittem Studioalbum und gleichzeitig seinem meistverkauften Album Excitable Boy veröffentlicht wurde.

## Entstehung
Warren Zevon lernte 1973 in Sitges in Spanien den ehemaligen Söldner David Lindell kennen. Lindell war zu dieser Zeit der Besitzer des Irish Pubs The Dubliner in Sitges, in dem Zevon kurze Zeit einen Job hatte. Zevon interessierte sich für die Lebensgeschichte und die Erlebnisse Lindells als Söldner und beschloss, mit seiner ironischen, fast zynischen Lebensauffassung, die sich in seinen oft schwarzhumorigen Texten widerspiegelt, und aufgrund seines Interesses an der „dunklen Seite des Lebens“, mit Lindell ein Lied über einen Söldner zu schreiben. Das Lied soll an die Kraft und an die Ausdauer eines Söldners in seinen Kämpfen erinnern und eine Hommage an den Mut und die Aufopferung derer sein, die in Kriegen kämpfen, und eine Warnung an diejenigen, die sich denen entgegenstellen.
Roland the Headless Thompson Gunner wurde 1977 als Studioversion und nochmals am 27. Juli 1978 live von Greg Ladanyi und Dennis Kirk im Record-Plant-Studio aufgenommen. Neben Zevon waren Rick Marotta (Schlagzeug), Stanley Sheldon (Bassgitarre), Waddy Wachtel (Gitarre) und ein weiterer unbekannter Gitarrist am Einspielen des Liedes beteiligt.
Ursprünglich plante Zevon Roland the Headless Thompson Gunner neben Excitable Boy und Werewolves of London früher einzuspielen und bereits 1976 auf seinem ersten von Jackson Browne produzierten Album Warren Zevon zu veröffentlichen. Aus Jackson Brownes Sicht waren diese Lieder jedoch zu brutal für das Debütalbum, das er zunächst „friedlich“ gestalten wollte, so dass die drei Lieder erst auf dem zweiten von Jackson Browne produzierten Album Excitable Boy veröffentlicht wurden.

## Inhalt
Das Lied erzählt die Geschichte der fiktiven Figur Roland. Roland ist ein norwegischer Söldner aus dem „Land der Mitternachtssonne“, der in die Folgen des Biafra-Kriegs ab Anfang der 1960er Jahre und später der Kongo-Krise in den Jahren 1966 und 1967 verwickelt wird. Die realen Vorgänge und Schauplätze sowie die Zeiträume wurden durch Zevon allerdings vertauscht.
Roland kämpft mit einer Thompson-Maschinenpistole und macht sich nach kurzer Zeit einen Namen als der beste Thompson-Schütze. Dies zieht die Aufmerksamkeit der CIA auf sich, die Roland „tot sehen wollen“. Roland wird daraufhin von seinem bisherigen Kameraden Van Owen ermordet, indem er Roland „den Kopf wegbläst“.
Roland wird zum Phantom, das als kopfloser Thompson-Schütze durch die Nacht streift und den Mann sucht, der ihn umgebracht hat. Er findet Van Owen später trinkend in einer Bar in Mombasa, erschießt ihn dort mit seiner Thompson-Maschinenpistole und „bläst damit seine Leiche bis nach Johannesburg“.
Anschließend streift er kopflos weiter durch die Nacht und ist in den späten 1980ern an Konflikten in Irland, dem Libanon, Palästina und Berkeley beteiligt. Warren Zevon stellt im letzten Vers des Liedes eine Verbindung zwischen dem Söldner Roland und der Patty-Hearst-Kontroverse her, nach der Patty Hearst die Thompson-Maschinenpistole von Roland kauft.

## Veröffentlichungen
Neben der ersten Veröffentlichung im Mai 1978 auf Zevons drittem Studioalbum bei Asylum Records wurde Roland the Headless Thompson Gunner im selben Jahr auf zwei Singles ebenfalls von Asylum Record herausgebracht, einmal zusammen mit dem Lied Werewolves of London und ein weiteres Mal zusammen mit dem Lied Nighttime in the Switching Yard. Im Jahr 1993 wurde eine Live-Version auf Zevons Live-Album Learning to Flinch von Giant Records herausgebracht. Später erschien eine nicht autorisierte Live-Aufnahme vom 27. Februar 1990 in Minneapolis sowie 2013 eine weitere Live-Version einer nicht autorisierten Aufnahme von 1982 unter dem Titel Warren Zevon – Headless in Boston, 1982 Live Broadcast. Im Jahr 2015 wurde eine mitgeschnittene Radio-Live-Übertragung vom 27. Juli 1978 unter dem Titel Warren Zevon – Accidentally on Purpose (Classic 1978 Live Concert Broadcast) veröffentlicht. Darüber hinaus existieren weitere meist unautorisierte Veröffentlichungen.

## Rezensionen
Amy Hanson, Schriftstellerin und Musikkritikern bei AllMusic, bezeichnet das Lied als eine der Schlüsselnoten auf dem Album Excitable Boy. Das Lied sei eine köstlich makabre Geistergeschichte und ein absolut scharfsinniger Kommentar zur damaligen Untergrund-Politik, der nie in die Abendnachrichten kam. Düster, stattlich und lustig sei der pure Zevon am Werk.
Laut einer Rezension vom Journalisten und Autor Jim Beviglia im US-amerikanischen Musikmagazin American Songwriter verwandelt Zevons Finesse die Söldner-Geschichte in etwas Größeres als das Leben. Das Lied sei eine subtile Auseinandersetzung mit der politischen Schönfärberei der inoffiziellen postkolonialen Konflikte im Afrika der 1960er Jahre.
Das Lied sei ein Song voll von internationalem Drama, exotischen Orten, Schlachten, Verrat und – letztendlich – eiskalter Rache.

„Roland’s indestructibility seems to be Zevon’s subtle way of commenting on the way clandestine wars sanctioned by back-room dealings will persist, a point made more explicit by the laundry list of hot-button locations in the final verse. You don’t have to get into this on a political level at all to enjoy Zevon’s tale though, a scorching screenplay in song.
– Rolands Unzerstörbarkeit scheint Zevons subtile Art zu sein, die Art und Weise zu kommentieren, wie geheime Kriege, die durch Hinterzimmergeschäfte sanktioniert werden, bestehen bleiben, ein Punkt, der durch die Auflistung von Brennpunkten im letzten Vers noch deutlicher wird. Sie müssen sich jedoch überhaupt nicht auf politischer Ebene damit befassen, um Zevons Geschichte zu genießen, ein brennendes Drehbuch in Liedform.“

## Rezeption
Roland the Headless Thompson Gunner ist eins der Lieblingslieder des US-amerikanischen Drehbuchautors David Koepp. Er benannte daher in dem Film Vergessene Welt: Jurassic Park, als Anspielung auf das Lied, den Großwildjäger „Roland Tembo“ und dessen Widersacher und Erzfeind „Nick Van Owen“.
Roland the Headless Thompson Gunner war das letzte von Zevon öffentlich bei der Late Show with David Letterman am 30. Oktober 2002 aufgeführte Lied vor seinem Tod.
David Letterman hatte Zevon zuvor bereits achtmal in seine Show eingeladen, wo er auch immer wieder Roland the Headless Thompson Gunner gespielt hatte. Letterman bezeichnete das Lied als einen seiner Favoriten und Zevon als einen seiner Helden.

„Dave's the best friend my music has ever had
– Dave ist der beste Freund, den meine Musik je hatte“

Zwei Jahre nach Veröffentlichung von Roland the Headless Thompson Gunner kehrte Zevon mit dem Lied Jungle Work zum Söldnerthema zurück. Jungle Work wurde später als „The Mercenary Theme Song“ bekannt.

## Coverversionen
Der südafrikanische Musiker Ken E Henson veröffentlichte direkt nach der Erstveröffentlichung des Liedes eine eigene Coverversion auf seinem von Warner Bros. Records herausgebrachten Album Kenny Henson – Kenny Henson's Harambee – Giving A Little Away.
Das Vitamin String Quartet veröffentlichte im November 2003 eine Coverversion des Titels auf seinem Album Dad, Get Me Out of This! The String Quartet Tribute to Warren Zevon.
Unter den 2012 von der US-Musikerin Lauren O’Connell auf ihrem Album Covers veröffentlichten elf Cover-Songs unter anderem von Bruce Springsteen, den Everly Brothers und Warren Zevon befindet sich auch Roland the Headless Thompson Gunner.
Der US-Singer-Songwriter Phil Cody veröffentlichte ein Cover des Liedes auf seinem 2014 bei Appaloosa Records erschienenen Album Cody Sings Zevon.
Der australische Folk-Musiker Andrew Winton veröffentlichte 2015 ein Cover des Liedes auf seinem Album GloryBox Mechanics. Er spielt das Lied zumeist auf einer akustischen Lap-Steel-Gitarre.